# Chrysolina umbratilis
Chrysolina umbratilis es un coleóptero de la familia Chrysomelidae.
Fue descrita científicamente en 1887 por Weise.